# Curtis (Washington)
Curtis az Amerikai Egyesült Államok északnyugati részén, Washington állam Lewis megyéjében elhelyezkedő önkormányzat nélküli település.
Curtis postahivatala 1901 óta működik. A település névadója Ben Curtis, a postahivatal vezetője.

## Fordítás
- Ez a szócikk részben vagy egészben  a   Curtis, Washington című angol Wikipédia-szócikk ezen változatának fordításán alapul.  Az eredeti cikk szerkesztőit annak laptörténete sorolja fel. Ez a jelzés csupán a megfogalmazás eredetét és a szerzői jogokat jelzi, nem szolgál a cikkben szereplő információk forrásmegjelöléseként.